# Changzhou, Wuzhou
Changzhou är ett stadsdistrikt i Wuzhou i den autonoma regionen Guangxi i sydligaste Kina.